# Hoplitis lucidula
Hoplitis lucidula är en biart som först beskrevs av Raymond Benoist 1934.  Hoplitis lucidula ingår i släktet gnagbin, och familjen buksamlarbin. Inga underarter finns listade i Catalogue of Life.